# Colus jeffreysianus
Colus jeffreysianus é uma espécie de molusco pertencente à família Buccinidae.
A autoridade científica da espécie é P. Fischer, tendo sido descrita no ano de 1868.
Trata-se de uma espécie presente no território português, incluindo a zona económica exclusiva.